# Арманкасы
Арманкасы́ (чув. Арманкасси) — деревня в Чебоксарском районе Чувашской Республики. Входит в состав Синьяльского сельского поселения.

## Название
Название селения произошло от чув. арман — «мельница». 
По другой версии, название связано с чувашским языческим именем — Ар-ман.  

## География
Населённый пункт находится в северной части Чувашской Республики, у истока реки Кукшум. Удалённость от города Чебоксары составляет 9,5 км, от районного центра пгт Кугеси — 12 км. Расстояние до железнодорожной станции — 9,5 км.

## История
Известна с 1858 года как выселок деревни Большие Ильбеши (ныне Ильбеши). Жители — чуваши, до 1866 года — государственные крестьяне; занимались земледелием, животноводством, кулеткачеством, прочими промыслами. В начале XX века действовали водяные и ветряные мельницы. В период коллективизации был организован колхоз «Первомайский», в 2010 году действовал СХПК им. Кадыкова.

## Население
Постоянное население составляло 77 человек (чуваши — 99 %) в 2002 году, 78 в 2010.